# Arcis-sur-Aube
Arcis-sur-Aube település Franciaországban, Aube megyében. Lakosainak száma 2779 fő (2022. január 1.). Arcis-sur-Aube Le Chêne, Nozay, Ormes, Saint-Étienne-sous-Barbuise, Torcy-le-Grand és Villette-sur-Aube községekkel határos.

## Népesség
A település népességének változása:
| Lakosok száma | 3213 | 3216 | 2855 | 2981 | 2918 | 2822 | 2870 | 2803 | 2767 | 2779 |
|               | 1968 | 1982 | 1990 | 2006 | 2013 | 2015 | 2017 | 2019 | 2020 | 2022 |